# بلانچارد (شهرستان سنتر، پنسیلوانیا)
بلانچارد (به انگلیسی: Blanchard) یک منطقهٔ مسکونی در ایالات متحده آمریکا است که در شهرستان سنتر، پنسیلوانیا واقع شده‌است. بلانچارد ۳٫۱۶ کیلومتر مربع مساحت و ۷۴۰ نفر جمعیت دارد و ۱۹۶٫۶ متر بالاتر از سطح دریا واقع شده‌است.